# Chessmaster 10th Edition
Chessmaster 10th Edition è un videogioco di scacchi pubblicato nel 2004 per Windows e Xbox dalla Ubisoft, decimo titolo (considerando le versioni principali per computer) della longeva serie di Chessmaster. La versione per Xbox è intitolata soltanto Chessmaster.

## Accoglienza
I giudizi della critica furono di solito positivi, sia per Windows sia per Xbox.
La versione Windows ha ottenuto un totale di 84% nella media delle recensioni su Game Rankings.
La recensione di GameSpot recita "Se state cercando per un buon programma di scacchi imbottito di un'infinità di opzioni e caratteristiche e con tutti i fiocchi e controfiocchi, sarete molto felici con Chessmaster 10th edition".
GameSpot commenta positivamente il fatto che nel gioco siano presenti “un gran numero di opzioni mirate a chiunque, dal neofita che sta cercando di imparare le basi del gioco, all'avanzato poco abile che può aver bisogno di pratica per il gioco nei tornei”.
IGN ha dato a Chessmaster 10th Edition un punteggio di 8,4 su 10, definendolo “il miglior gioco di scacchi in città”.